# Oniltic
Oniltic är en ort i Mexiko.   Den ligger i kommunen San Juan Cancuc och delstaten Chiapas, i den sydöstra delen av landet, 800 km öster om huvudstaden Mexico City. Oniltic ligger 1 547 meter över havet och antalet invånare är 849.
Terrängen runt Oniltic är kuperad österut, men västerut är den bergig. Oniltic ligger uppe på en höjd som går i öst-västlig riktning. Runt Oniltic är det ganska tätbefolkat, med 62 invånare per kvadratkilometer. I omgivningarna runt Oniltic växer i huvudsak städsegrön lövskog.